# NGC 1404
NGC 1404 è una vasta galassia ellittica situata nella costellazione dell'Eridano, a una distanza di circa 89 milioni di anni luce dalla nostra Via Lattea.

## Scoperta
La galassia è stata scoperta il 28 novembre 1837 dall'astronomo britannico John Herschel.

## Descrizione
NGC 1404 è stata utilizzata da Gérard de Vaucouleurs come esempio di galassia del tipo morfologico "E1" nel suo atlante delle galassie.
NGC 1404 è una galassia a righe di emissione strette (nella letteratura in lingua inglese abbreviata in NELG, acronimo di Narrow Emission Line Galaxy) e presenta nel suo spettro anche righe di assorbimento (ALG, acronimo in lingua inglese di Absorption Line Galaxy).

## Caratteristiche
Come la maggior parte delle galassie ellittiche, NGC 1404 è ricca di ammassi globulari. Ne sono stati contati 725, ma potrebbe averne perduto una buona parte in seguito all'interazione gravitazionale con NGC 1399, la galassia più brillante dell'Ammasso della Fornace.
Anche le osservazioni condotte con il telescopio a raggi X Chandra evidenziano la presenza di sovrastrutture nascoste conseguenti a influenze subite da NGC 1404 all'interno dell'ammasso.

## Supernove
Due supernove sono stata scoperte all'interno di NGC 1404: SN 2007on e SN 2011iv.

### SN 2007on
La supernova è stata scoperta il 25 maggio 2007 dagli astronomi francesi Christian Pollas dell'Osservatorio della Costa Azzurra e Alain Klotz dell'Osservatorio dell'Alta Provenza.. La supernova è stata classificata di tipo Ia.

### SN 2011iv
La supernova è stata scoperta il 2 dicembre 2011 dall'astronomo amatoriale neozelandese Stu Parker. La supernova è stata classificata di tipo Ia.

## Gruppo di NGC 1316
NGC 1404 fa parte del Gruppo di NGC 1316, a sua volta incluso nel più vasto Ammasso della Fornace, e che comprende almeno 20 galassie, tra cui IC 335, NGC 1310, NGC 1316, NGC 1317, NGC 1341, NGC 1350, NGC 1365, NGC 1380, NGC 1381, NGC 1382 e NGC 1404.
La designazione FCC 219 indica che NGC 1404 viene considerata come membro dell'Ammasso della Fornace nel catalogo di Henry Ferguson.